# لودفیک سفوبودا
لودفیک سفوبودا (انگلیسی: Ludvík Svoboda; زاده ۲۵ نوامبر ۱۸۹۵ – درگذشته ۲۰ سپتامبر ۱۹۷۹) سیاست‌مدار، و پرسنل نظامی اهل چکسلواکی بود.
وی همچنین برندهٔ جوایزی همچون نشان لنین، قهرمان اتحاد شوروی، نشان انقلاب اکتبر، مدال آزادسازی پراگ، و جایزه صلح لنین شده‌است.